# Асан, Нуржан
Нуржан Асан (каз. Нуржан Асан; род. 4 июня 2001 года) — казахстанский борец, Бронзовый призёр в XXIV летних Сурдлимпийских игр в 2021 года Бразилия, в 2023 году первым в истории казахстанского спорта стал чемпионом мира по греко-римской борьбе в судлимпийском виде  Бишкек, двукратный чемпион Азиатских игр Бишкек 2023, Малайзия 2024, чемпион Казахстана (2019, 2020, 2021, 2022, 2023, 2024). Заслуженный мастер спорта Республики Казахстан по греко-римской борьбе.

## Биография
Родился 4 июня 2001 года в селе Когершин районе имени Т. Рыскулова Жамбылской области. В 2009 году пошел в 1 класс средней школы Актоган, в 2014 году был принят в 7 класс (греко-римское отделение), областной специализированной школы-интерната для одаренных в спорте детей. В 2019 году поступил в Таразский региональный университет имени М. Х. Дулати по специальности «Физическая культурно-спортивная деятельность в сфере образования». С 13 лет занимается греко-римской борьбой. Первый и личный тренер Ринат Исмаилов.

## Спортивные достижения
- Заслуженный мастер спорта РК по греко-римской борьбе (2022);
- 1-е место на Играх стран Азиатско-Тихоокеанского региона 2023 года (Чемпион Азии, 82 кг);
- Бронзовый призёр Сурдолимпийских игр 2022 года в Кашиас-ду-Сул, Бразилия (в весовой категории 77 кг)[1];
- В 2021 году на чемпионате Казахстана среди молодежи в г. Кокшетау занял 1 место, среди взрослых 1 место, среди молодежи до 23 лет 1 место;
- 2 место на международном турнире памяти Ж. Ушкемпирова в Астане;
- 4-е место среди взрослых на чемпионате мира 2021 года в Стамбуле, Турция;
- 2 место в республиканском турнире памяти героя-летчика Советского Союза Н.Абдирова в 2021 году;
- 1 место среди взрослых на Кубке Республики Казахстан 2022 года в Таразе;
- 1 место в чемпионате Казахстана до 23 лет, прошедшем в 2022 году в Костанае;
- 1 место на lll спартакиаде Республики Казахстан 2022 года в Шымкенте;
- 1 место на Кубке Республики Казахстан среди взрослых 2023 года в Актобе.

## Семья
Не женат. Отец — Теляев Асан Артыкбекулы (род. 1969). Мать — Метеркулова Фарида Оразкызы (род. 1968).